# Golden Thunder Classic Motors Company
Golden Thunder Classic Motors Company war ein Hersteller von Automobilen aus der Volksrepublik China.

## Unternehmensgeschichte
Das Unternehmen aus Peking begann in den 1990er Jahren mit der Produktion von Automobilen. Eine Quelle nennt das Jahr 1998. Der Markenname lautete Jinlei. Es bestand eine Zusammenarbeit mit einem Unternehmen aus Wisconsin. 1999 endete die Produktion. Die Fahrzeuge wurden auch in die USA exportiert.

## Fahrzeuge
Das einzige Modell war der Golden Thunder 5000. Dies war die Nachbildung des Austin-Healey 3000. Zwei verschiedene V8-Motoren von Ford standen zur Wahl. Der kleinere mit 4900 cm³ Hubraum leistete 245 PS und der größere mit 5700 cm³ Hubraum 260 PS.